# Ramona (Santa Fe)
Ramona es una localidad de Argentina que se encuentra en la provincia de Santa Fe, a unos 50 km al oeste de la ciudad de Rafaela, cabecera del departamento Castellanos. 
Está ubicada al oeste del territorio provincial, próxima al límite con la provincia de Córdoba. Dista 60 kilómetros de la ciudad de Sunchales, otro importante centro urbano en la región, y a 150 kilómetros de la ciudad capital de la provincia.
Su principal actividad económica es la agrícola-ganadera aunque además cuenta con una industria láctea, Ramolac, que le da un perfil socioeconómico diferente. Cuenta además con una gran cantidad de comercios y empresas pequeñas otorgándole a este poblado una dinámica particular.
Por su parte, la zona rural comprende una superficie aproximada de 10 000 hectáreas cuadradas, todas ellas incorporadas a la producción que, como se ha mencionado, se encuentran predominantemente dedicadas a la agricultura y ganadería.
La actividad ganadera predominante es la producción tambera con 21 tambos, 6637 animales y 18.565.841 litros anuales, seguida por el engorde de novillos (1171 animales) y, en muy baja escala, la cría y reproducción (289 animales). El distrito cuenta también con ganado menor (ovejas, cabras y cerdos) pero solamente representan economías domésticas.
En cuanto a la agricultura, la producción preponderante es la soja y las pasturas de alfalfa. También se cultiva maíz, girasol, moha y sorgo, en verano, y trigo y avena como verdeo, en invierno.
El distrito es atravesado por la Ruta Prov. N.º 22, que se encuentra asfaltada, comunicándola con Coronel Fraga hacia el sur y Pueblo Marini hacia el norte. La traza de caminos rurales alcanza los 170 kilómetros de los cuales solo 8 presentan un mejorado con ripio.

## Población
El primer Censo de Población Argentina fue realizado en septiembre de 1869  y en junio de 1887 se realiza el primer Censo General de la Provincia de Santa Fe (censo de población, agrícola, ganadero, comercial e industrial), pero para estas fechas todavía no existía la localidad de Ramona ni el departamentos Castellanos estaba constituido.
El Segundo Censo de la República Argentina se llevó a cabo el domingo 10 de mayo de 1895. No solo abarcó temas relativos a la población sino que también incluyó la realización de un censo agropecuario e industrial. Para esta nueva edición ya estaba formado el departamento Castellanos y el distrito de Ramona aparece con una población de 248 habitantes sin discriminar edades ni separados por género, figurando solo como población rural.
En junio de 1914 se llevó a cabo el Tercer Censo Nacional, que incluyó, como su antecesor de 1895, variables relativas a los censos de población, agropecuario e industrial. En Ramona arrojó que había 1608 pobladores de los cuales 1104 (537 hombres y 567 mujeres) eran argentinos y 504 (300 hombres y 204 mujeres) eran extranjeros.
Según datos publicados en el Registro Provincial de 1933, en el año 1930 el distrito ramonense contaba con 1050 habitantes. Cabe destacar que el 13 de mayo de 1930 se crea la comuna de Pueblo Marini, por lo que se descuenta la población del nuevo distrito al de Ramona.
En noviembre de 1946 se crea el distrito de Coronel Fraga, descontándose nuevamente superficie a la colonia de Ramona, con la correspondiente población afectada.
En septiembre de 1960 se llevó a cabo un nuevo Censo Nacional de Población conjuntamente con el de vivienda y el agropecuario. En esta oportunidad la localidad cuenta con 1106 habitantes siendo 543 hombres y 563 mujeres. 
Tanto el cuarto Censo Nacional que fue realizado en mayo de 1947 y el Censo Nacional de Población, Familias y Viviendas de 1970 tuvieron la particularidad de no discriminar datos poblacionales de los distritos con menos de 1500 habitantes, solo se pueden obtener los resultados de los grandes centros urbanos y el total del departamento, careciendo entonces de la información correspondiente a nuestra localidad en dichos censos.
En octubre de 1980 se lleva a cabo el Censo Nacional de Población y Vivienda donde se documenta la existencia de 1452 habitantes para nuestro distrito, siendo 737 los varones y 715 las mujeres.
El Censo Nacional de Población y Vivienda de 1991 se realizó en el mes de mayo. Uno de los principales objetivos fue describir la evolución de las características más destacables de la población durante la última centuria del siglo XX. Además asumió entre sus prioridades la búsqueda de una fluida interacción con la población en general y con los usuarios en particular. Por lo que se procuró su participación activa en las etapas de formulación y recolección de los datos, como así también se promovió el uso de sus resultados. Ramona contaba por entonces con 1701 habitantes de los cuales 843 eran hombres y 858 mujeres.

## Historia

### El Formador
Ernesto Tornquist es para la historia de nuestro país uno de esos personajes destacados que a nivel popular no se lo conoce demasiado. Ser controvertido y discutido del que no podemos dejar de  resaltar su astucia empresarial y su compromiso con lo nacional. 
Fino y sentimental, de levita habitual, galera, gafas de oro y barba, estatura media; audaz, inquieto, caballero de perfecta cortesía que acogía con amable sonrisa a las personas que le eran presentadas. Cariñoso en el hogar, observador, franco, leal, sincero y generoso. 
Su don excepcional para la iniciativa se unía a la rapidez en la concepción y la resolución. Cultivaba como un profundo deber el del consejo y tras él, la ayuda. Tal fue su carácter, siempre igual en lo grande y en lo pequeño, en los negocios, en lo nacional o en lo mundial.
Educado en Europa en famosas escuelas donde se enseñaba teoría y práctica alternando conocimientos de idiomas con las disciplinas comerciales, contabilidad y finanzas. Los nobles, altos comerciantes y banqueros enviaban a sus hijos a estos colegios para poder dispersarlos por los mercados del mundo para representar sus firmas comerciales.
Nace en Buenos Aires un 31 de diciembre de 1842. En el año 1872, Ernesto se casa con Rosa Laura María Altgelt (hija de su hermana Laura M. y de Adam Altgelt) con quien tuvo catorce hijos, muriendo cuatro de ellos a temprana edad.
Un 17 de junio de 1908 fallece producto de una afección renal. En la actualidad sus restos, junto con los de su esposa, descansan en la parroquia Santa Rosa de Lima de la ciudad de Tornquist, provincia de Buenos Aires.

### La Formación
Este tipo de colonias no fueron fundadas, ya que no cuentan con la correspondiente acta. Se dice que se formaron porque el surgimiento corresponde a una llegada voluntaria de los colonos con su posterior asentamiento.
El 25 de enero de 1887 el señor Ernesto Tornquist, compra una extensa área del centro-oeste santafesino. Acto seguido se convierte en promotor del poblamiento ya que su inversión quedó enmarcada en los alcances de la Ley de Colonización del 6 de diciembre de 1887, que otorgaba facilidades a quienes se constituyeran como colonos, debiendo donar los predios para plaza y edificios públicos.
El señor Ernesto Tornquist no intervino directamente en este proceso, actuó como representante su cuñado Guillermo Altgelt quien nombró apoderado al señor Ignacio C. Risso, de la ciudad de Santa Fe. Él llevó adelante los trámites oficiales para escriturar los terrenos donados para edificios públicos: plaza, juzgado, iglesia, cementerio, escuela, hospital y lazareto.

### Creación de la Comuna
- 3 de junio de 1898

En los registros aparece como su formador Ernesto Tornquist. Tornquist nunca visitó el lugar en el que ahora se emplaza Ramona, las ventas de las tierras se realizaron a través de su administrador  Alfonso Lefevre, que luego sería el primer presidente comunal, por eso se dice que el pueblo no fue fundado sino creado, entendiendo que el colonizador cedió las tierras para que los inmigrantes, en su mayoría italianos (piemonteses), tras pocos pero duros años de trabajo, pudieran ser propietarios.
A partir de una nota con fecha 30 de octubre de 1896, el Sr. juez de paz Don Ramón Casabella solicita al Superior Gobierno de la Provincia la creación de una Comisión de Fomento para Ramona, a lo que las autoridades provinciales le responden que no es necesaria por la escasa importancia que tiene la colonia.
Por un decreto del gobierno con fecha de 3 de junio de 1898 se crea la Comisión de Fomento. En el mismo se designa como integrantes a Felipe Carignano, Rosario Alba y Alfonso Lefevre. No aceptan los dos primeros, por lo que se propone a Ángel Maldini y Francisco Pettiti para reemplazarlos. Pero en lugar de Pettiti el gobierno nombra a Juan Gaido, quedando así formada la primera Comisión Comunal.

### Últimos presidentes comunales
- 1973-1983: Dr Ángel Miguel Fraire: La presente gestión se inició con Manfredo Marchetti como vicepresidente y Taurino Pagliero como tesorero.

Se abocaron a la tarea administrativa y por ende se reorganizaron los sistemas de cobro de tasas de servicios públicos urbanos y rurales. Otros aspectos tramitados por representantes de este gobierno fueron las conexión de nuestra localidad al sistema energético interconectado de alta tensión, logrado en 1973 y de esta manera concluyó el servicio de la Cooperativa Eléctrica “25 de Mayo” Ltda.. Además se realizaron gestiones para la puesta en funcionamiento de un dispensario médico oficial que fue autorizado en ese mismo año mediante el sistema SAMCo.
El tema educativo, orientado a los jóvenes de esta comunidad mereció la atención de estas autoridades que consiguieron la habilitación de la escuela secundaria a partir del año mencionado y cuyo primer período lectivo se iniciaría en 1974.
Por otra parte, se plantearon inconvenientes por efectos de las grandes lluvias que generaron inundaciones de campos y dificultades en la comunicación vial de los pobladores. Por tal motivo se constituyó una comisión de vecinos Pro-pavimentación de la Ruta Provincial N.º 22, tramo Cnel. Fraga, Ramona y Marini, e integrada por vecinos de las poblaciones conectadas por dicha ruta. En octubre de 1973, se comenzó con las gestiones tendientes al logro de dicho objetivo. El accionar de la activa comisión dio sus frutos y el 24 de febrero de 1975 se acordó la licitación de la obra.
En el ámbito estrictamente local se procedió a la adquisición, en 1974, de una desmalezadora para mantenimiento de espacios verdes y una fracción de terreno para destinar a la futura construcción de viviendas para paliar el déficit habitacional que se manifestaba en la localidad. Pero además las aspiraciones comunitarias expresaban la necesidad de mejorar la calidad urbanística mediante la pavimentación de las calles, por lo que en 1975 se iniciaron los trámites ante la Dirección General de Pavimentos Urbanos de la Provincia de Santa Fe. Se presupuestó la obra para 39 cuadras en una primera etapa, con hormigón simple a través del sistema de administración comunal conjuntamente con el desempeño de una Comisión Pro-pavimentación Urbana, que consiguió la aprobación escrita de más del 60% de los frentistas.
Debemos expresar aquí que el 24 de marzo de 1976 un gobierno de facto desplaza a las autoridades nacionales y se prolonga hasta 1983. Fue un largo período con trascendentales connotaciones en la historia del país.
A nivel local se disolvió la Comisión de Fomento; por un corto periodo asumió como Comisionado Interino el Secretario Comunal Don Reinaldo Peretti, luego fue designado Interventor el anterior presidente Dr. Ángel M. Fraire.
En cuanto al trámite de pavimentación urbana se prolongó algún tiempo hasta que el 26 de noviembre de 1979, se inició la obra en la primera de las cuadras proyectadas. Dicho trabajo se fue concretando en forma paulatina aunque se debe considerar la prolongada paralización acaecida en 1981 durante varios meses por la inundación que afectara a nuestra población. Al respecto cabe señalar que el 10 de abril de ese año, el agua invadió gran parte del área rural y urbana. Todas las calles y muchas viviendas quedaron anegadas. Las lluvias se prolongaron durante muchos días, permaneciendo el agua  por varios meses.
En el año 1981 se inauguraron las instalaciones propias de la sucursal bancaria, por lo tanto las dependencias comunales volvieron a funcionar en el edificio correspondiente.
La plaza tuvo un cambio radical en estos tiempos, ya que producto de las inundaciones muchos árboles se secaron, por lo que se consideró oportuno removerlos. Esta situación generó gran malestar ya que se extrajeron todos los ejemplares, secos o no.
- 1983-2005: Domingo V. Tessio: El año 1983 que ha signado a la historia argentina como el año de la vuelta de la democracia, lleva nuevamente a las urnas a nuestra localidad. Las elecciones provinciales celebradas el 30 de octubre de 1983, decretan el triunfo y la investidura como nuevo Presidente Comunal al Señor Domingo Tessio, acompañado por Taurino Pagliero como Vicepresidente y Juan Biolatto como Tesorero.

Domingo Tessio, desde ese momento, permaneció en la gestión comunal durante veintidós años ininterrumpidos, es decir, once gestiones, habiendo encontrado oposición electoral en cinco oportunidades y triunfado en todas ellas.
Fue un mandato caracterizado por la concreción de cuantiosas y trascendentes obras públicas. Desde el inicio de la gestión se plantearon como objetivos fundamentales la continuidad de la obra de pavimento urbano y la agilización de los trámites administrativos tendientes a dotar a la localidad de telediscado y servicio telefónico, desarrollo sustancial en materia de comunicaciones.
No obstante, el principal logro ha sido la política habitacional concretando seis planes FONAVI y la construcción de viviendas familiares a través de otros programas provinciales o nacionales.
Mediante un subsidio del Ministerio de Salud se construyó un edificio para el funcionamiento del SAMCo contiguo al edificio comunal.
Se adquirieron moldes para la fabricación de nuevos nichos para el cementerio y se donó una fracción de terreno para la edificación de un monolito en homenaje a los caídos en la Guerra de Malvinas.
En la plaza pública se realizó un parquizado integral de los espacios disponibles y se construyeron cordones en su entorno, veredas en su interior, se agregaron juegos en el parque infantil y se construyó una garita para la espera del colectivo en el sector sur de la plaza.
Se incorporó una retroexcavadora en 1987, un tractor en 1997 y un tanque de riego. Además se adquirió un móvil para que los funcionarios locales lo dispongan para asistir a reuniones y realizar trámites.
Debido a los anegamientos sufridos se comienzan las gestiones para solucionar los problemas que muestra la traza del Canal Secundario Bigand, por lo que se planteó el ensanche y dragado del camino N°16 hasta el límite con Vila (Canal Secundario Ramona).
El 23 de junio de 1985 se forma la comisión para la creación del Centro Recreativo Comunal. En la temporada veraniega de 1991 se inauguró la pileta de este Centro y se entregó a un concesionario la explotación del bar. Luego se agregaron la pileta para niños y la cancha de Paddle, construida esta por un grupo de aficionados que luego la donó.
En el año 1992 se formó un Consorcio Caminero Vecinal para realizar el ripiado de caminos rurales de la jurisdicción para dotarlos de mayor transitabilidad.
Se erigió un nuevo edificio para el Juzgado de Paz y las oficinas de correo. Se comenzó a trabajar sobre el tema del servicio de agua potable a través de una investigación realizada por el colegio secundario local que derivó en la cimentación de un edificio y la instalación de una planta de ósmosis inversa.
En el año 1994 se celebró el centenario de la comunidad con actos masivos y populares que incluyeron entre otros acontecimientos la inauguración de la Cascada del Centenario en la plaza Sarmiento y del Museo Histórico Comunal en el inmueble que albergó la administración comercial de la colonia desde sus orígenes.
En el año 1998 se construyó una terminal de ómnibus que fue inaugurada el 31 de agosto. En el año 2000 a causa de una fuerte tormenta de viento sufrió importantes daños, por lo que se realizan modificaciones edilicias.
En el año 1998 se realiza el hermanamiento con la localidad de Villanova Canavese (Turín, Italia) en nuestra localidad; al año siguiente con una delegación de ramonenses, se produce la reafirmación de dicho hermanamiento en la localidad italiana.
En los últimos años de mandato se ejecutó una ciclovía a la  vera de la Ruta N°22 hacia el norte de nuestra localidad, se pavimentaron las manos centrales de los Boulevares Tornquist y San Martín y se inició la construcción de un salón de usos múltiples, recreativos y culturales, que luego sería el Salón del Museo.
- 2005-2015: Ceferino J. Mondino: Dentro del marco político de un partido con ámbito de actuación local, denominado Unión Vecinal Ramona, y sustentado sobre la base  de la diversidad de concepciones, el Profesor Ceferino Mondino se impone en reñidas elecciones celebradas el 23 de octubre de 2005, iniciando una gestión de diez años en cinco períodos de gobierno local.

Entre las obras públicas realizadas se encuentran el asfaltado de la calle de  acceso al cementerio, repavimentación Ruta 22, Construcción de la bicisenda hacia el Sur a la vera de la Ruta N°22 y mejoramiento e iluminación de la ya existente hacia el norte; pavimento urbano y cordón cuneta. Se amplió la planta de agua potable, se instaló un pico público y se inició la obra de red domiciliaria de agua potable.
Además, se gestionó la construcción de los edificios del jardín de infantes N.º 300 y su creación, el centro de salud y la ampliación de la infraestructura en el Centro Recreativo, incorporando dos canchas de tenis, gimnasio, cancha de hockey, sanitarios y sala de juegos, diversificando ampliamente la oferta deportiva existente.
Cabe mencionar, el Loteo “Ramona Mi Lugar” como política concreta de acceso a la tierra y de generar oportunidades para la construcción de viviendas.
Se intervinieron distintos inmuebles públicos como el museo,  la terminal y el cementerio, acondicionándolos y realizando refuncionalizaciones. Se finalizó la construcción del Salón de Museo creando un nuevo espacio de uso  para la comunidad.
Se intervino la plaza, generando nuevos espacios de encuentro, construyendo veredas perimetrales y las dársenas de estacionamiento. Se agregaron nuevos y modernos juegos modificando el tradicional parque infantil. Se construyó el paseo de las Provincias, en conmemoración del 31° aniversario del conflicto de Malvinas. 
Se alentó y propició la formación de un grupo de trabajo que se enfocó en el turismo, implementando la propuesta de Turismo Rural como modelo de desarrollo.
La inversión en rodados incluyó un vehículo para transporte de personas (Fiat Ducatto Combinato) gestionado ante CONADIS, una pick up doble cabina como móvil oficial y otra para el trabajo de corralón, un tractor 100 Hp doble tracción y una motoniveladora (cesión en comodato por la provincia). Además se incorporaron herramientas  tales como un minicargador, un camión volcador Volkswagen, un hidroelevador (en forma conjunta con la Comuna de Vila) y una motocicleta destinada a control público, todo lo cual ha permitido desempeñar de manera adecuada los servicios públicos correspondientes.
En gestión ambiental se erradicó el viejo basural que estaba en la zona urbana, se compró un carro compactador de residuos para realizar la recolección de los mismos y se instalaron “puntos verdes” mediante la adquisición de contenedores para diferenciar la recolección.
Entre sus últimas acciones debe destacarse la articulación del sistema de becas estudiantiles para egresados del nivel secundario, la implementación del servicio de rayos X a partir de un aporte de la empresa Lácteos Ramolac al SAMCo local y la creación del Fondo de Asistencia Educativa Privada para el sostenimiento económico de la EESOPI N.º 3023 con lo producido de la recaudación del expendio de agua potable.
- 2015-2019: Dr. Fabio B. Barbero: Continuando con la gestión de la Unión Vecinal, las elecciones del 14 de junio de 2015 consagraron al veterinario Fabio Barbero, único postulante, como nuevo mandatario comunal.

Como premisa elemental se fijó el acercamiento de todas las instituciones entre sí y con la Comuna, al igual que descomprimir las tensiones entre vecinos, para que mancomunadamente despejar el clima desfavorable dejado por la gestión anterior, lo que fue el principal éxito de esta Comisión, de cualquier manera se supone que deberán pasar al menos dos generaciones para restablecer los vínculos personales e institucionales dañados por el proceder inadecuado e irrespetuoso del exjefe de gobierno.
Sosteniendo el ritmo de obra pública desde el inicio del nuevo gobierno se concretaron reformas edilicias en el edificio comunal, con el objeto de adaptar el mismo a las exigencias funcionales y brindar mejor atención al vecino y mayores comodidades al personal.
Se renovaron y ampliaron las galerías de nichos del cementerio, se diseñó un Cinerario desde la recuperación de la antigua capilla ubicada en el acceso a la necrópolis local y se comenzó con la parquización del sector sureste del mismo y forestación de todo el predio.
No obstante, el ritmo de obra se ve alterado por una inundación padecida en abril de 2016 que afectó buena parte de la zona urbana y casi la totalidad del distrito en el área rural, generando importantes pérdidas materiales. En virtud de esta situación se consensuó con productores la recuperación profunda de la red vial rural para permitir el acceso a las unidades productivas, tareas que incluyeron la reconstrucción de caminos y cunetas y se concretó un plan de alcantarillado rural integral.
Entre otras gestiones se logró la construcción de un invernadero dentro del Programa Viveros Inclusivos en el recuperado terreno del antiguo basural. Además, se amplió la planta de agua potable, incorporándose un equipo adicional de ósmosis inversa y renovándose el edificio que la alberga; concluyendo, con posterioridad, la red domiciliaria, garantizando la provisión de agua potable a todos los vecinos.
En enero de 2017, una nueva catástrofe hídrica golpea a la localidad, para muchos solo comparable con la ocurrida en el año 1981. Más de 50 viviendas padecieron el ingreso de las aguas, la mitad del ejido urbano anegado y la totalidad del área rural.
Ante esta situación se oficiaron recursos de la Provincia y aportes del Tesoro Nacional que permitieron sustentar el plan denominado “RAMONA RESILENTE” desde el cual se diagramó la compra de maquinarias y la ejecución de diferentes obras. En equipamiento se incorporaron una niveladora de arrastre, una desmalezadora, un disco arador, una barredora de arrastre, una bomba arrocera montada sobre ruedas, una camioneta cabina simple, dos camiones 0 km, dos nuevos tractores de 120 HP doble tracción con cabina y la renovación del vehículo tipo pick up de uso oficial por otro 0 km.
En cuanto a las obras de infraestructura se incluyeron la prolongación, alteo y mejorado del desvío de tránsito pesado, limpieza y profundización de canales, recuperación del antiguo Canal Secundario Bigand, reestructuración del tendido eléctrico urbano y rural y reubicación del corralón comunal con la construcción de un nuevo galpón para guardado de las maquinarias.
A través de un convenio firmado con el Ministerio del Interior, Obras Públicas y Vivienda de la Nación, dentro del Plan Nacional de Hábitat, se realizaron importantes intervenciones en la plaza Domingo F. Sarmiento y en el complejo recreativo comunal. En este último se construyó el Núcleo de Innovación y Desarrollo de Oportunidades (NIDO), veredas, iluminación, arborización y juegos recreativos.
En materia de vivienda se suscribió un convenio con la Dirección Provincial para la construcción de siete viviendas bajo la modalidad Lote Propio y tres en la modalidad Núcleo Básico, se subsidiaron intervenciones en treinta viviendas afectadas por la inundación y se gestionaron créditos para otras tres.
En su mandato, Fabio Barbero implementó un plan integral de intervención en el arbolado público que incluyó la poda, despunte, extracción de ejemplares secos, deteriorados y añosos y la consiguiente reposición de los ejemplares y la forestación de nuevos espacios. Extendió el sistema de alumbrado público a nuevas arterias de la traza urbanizada y articuló un programa de mejoramiento integral urbano mediante la construcción de cordón cuneta y pavimento para mejorar el escurrido y drenaje en las calles. Se construyeron las correspondientes estaciones de bombeo con sistema de compuertas para realizar un trabajo más  rápido y eficiente en el caso de emergencias.
En el mismo período de gobierno, se avanzó sustancialmente en materia ambiental, aplicando un Plan de Sustentabilidad financiado por el Ministerio de Medio Ambiente de la Nación, que incluyó la renovación de luminarias por tecnología led, la compra de un camión recolector compactador de residuos, una moledora para vidrio, una prensa hidráulica para materiales recuperables, nuevos contenedores para los puntos verdes, cestos para los espacio públicos e inversiones en el complejo ambiental para una mejor disposición final de los residuos. 
Por otra parte, se priorizó el uso de energías alternativas poniendo en funcionamiento una planta de producción de biodiésel, calefones solares para edificios de uso público y la instalación de un sistema solar que suministra electricidad al nuevo corralón, en el marco de Programas de la Secretaría de Energía de la Provincia.
Se  equipó íntegramente al NIDO con diferentes aparatos convirtiéndolo en un Punto Digital en el marco del programa País Digital del Ministerio de Modernización de la Nación.
Para la promoción del empleo se convino con el Estado Nacional la creación de la Oficina de Empleo para desarrollar acciones de capacitación e intermediación laboral y actividades de formación a través del Programa Redes de la cartera de trabajo provincial.
En la proyección regional del municipio, el presidente comunal Fabio Barbero integró el Consejo de Gobierno del Ente de Coordinación de Área Metropolitana (ECOM) Gran Rafaela y del Consorcio Ambiental Región Centro Oeste (GIRSU Sunchales) y presidió en el período 2017/2019 la Asociación Regional para el Desarrollo del Departamento Castellanos, suscribiéndose, además, múltiples adendas de articulación con casas de altos estudios como la Universidad Nacional del Litoral, la Universidad Tecnológica Nacional Facultad Regional Rafaela y la Universidad Católica de Santiago del Estero Sede Rafaela.

## Santo patrono
- San Ramón Nonato, cuya festividad es el 31 de agosto.

## Escuelas públicas
- Jardín de Infantes N.º 300 María Elena Walsh
- Escuela Primaria N.º 382 Domingo F. Sarmiento
- Escuela de Enseñanza Secundaria Orientada Particular Incorporada N°3023 San José de Calasanz: creada por iniciativa de un progresista grupo de vecinos del pueblo, dirigidos por el Dr. Ángel Miguel Fraire. Este colegio le dio al pueblo renombre internacional, ya que los grupos "H2O" y "Consciencia y Agua", a través de una investigación en la cual se estudiaban los problemas relacionados con la falta de agua potable en el pueblo, llegó a participar de importantes eventos internacionales, entre los que se destacan el "Festival de Arte, Ciencia y Creatividad Juvenil" y el "II Congreso Latinoamericano sobre Ecología y Calidad de Vida" (en Santiago de Chile); y en la Semana del Agua (en Estocolmo, Suecia), ya que el proyecto estuvo nominado para el Premio Júnior del Agua (Estocolmo).

A este colegio concurren alumnos de varias localidades vecinas, como Coronel Fraga, Bauer y Sigel, Colonia Fidela y Marini, además de la zona rural de Ramona. Por otra parte, cuenta con un periódico mensual llamado El Cristal, que fue creado por alumnos que conformaron una Cooperativa para administrarlo. De esta manera hacen llegar a los vecinos novedades así como materiales educativos y de divulgación.

## Instituciones varias.
- Escuela Primaria N.º 382 "Domingo F. Sarmiento".
- Cooperadora Escuela N.º 382 Domingo Faustino Sarmiento
- Escuela Secundaria E.E.S.O.P.I. N.º 3023 San José de Calasanz
- Cooperadora E.E.S.O.P.I. N.º 3023 San José de Calasanz
- Club Bochófilo Argentino
- Centro cultural y deportivo Ramona
- Biblioteca popular y escolar José Hernández
- Asociación Civil Rehabilitación y Apoyo al Niño (RyAN)
- Mutual Regional C.C. y D. Ramona
- Asociación Renacimiento
- Turismo rural
- Centro de salud S.A.M.Co. Dr. Ángel M. Fraire
- Asociación Civil Bomberos Voluntarios de Ramona
- Grupo Scouts
- Centro de jubilados y oensionados
- Cooperativa eléctrica 25 de Mayo Ltda.
- Asociación Cooperadora Policial.

## Personalidades Destacadas
- Abel Masuero (El Gringo), futbolista profesional Nacional e Internacional. Declarado "Embajador Deportivo" de la localidad, desde el 21 de junio de 2007, por Res. 36/07.-
- Rubén Pagliero, profesor y licenciado en Letras Modernas por la Universidad Nacional de Córdoba.

## Parroquias de la Iglesia católica en Ramona
| Diócesis  | Rafaela          |
| --------- | ---------------- |
| Parroquia | San Ramón Nonato |